# Leader-Follow Modell
A Leader-Follow (magyarul Vezető-Vezetett) tudományos modell a fejlődés univerzális törvényét írja le a végletekig leegyszerűsítve. Az elmélete végigvezeti a teljes folyamatot: a kapcsolat kialakulásának kezdetétől, a viszonyok átalakulásain át, az eredményig. Az eredmény itt minden esetben a résztvevő objektumok információtartalmának, önállóságának, megértésének és hatókörének a megnövekedése. A köztük, a kapcsolódás során lezajlott közvetlen átadások, csak szabad együttműködések révén jöhetnek létre. Szabad (önkéntes és önzetlen) együttműködés hiányában vagy annak megszakadása esetén minőség átadása nem jöhet létre. Az objektum minősége a természetben képességet, azaz fizikai értelemben vett tulajdonságot jelent.

## A "Leader-Follow" Modell lényege
"Egy naiv, de pontos modellben, a nulla szinttől kezdve megnézzük a tanítás/átadás modelljét: amikor az egyik objektumnak van valamilyen ismerete, tudása, minősége, a másiknak viszont nincs. Hogyan adható át annak, akinek nincs? Hogyan zajlik ez a folyamat? Milyen rezsimek, milyen erők szerepelnek benne? Milyen együttműködés zajlik? Milyen mezők vannak és milyen változások? Amint valóban megértjük ezt a modellt, érthetővé válik az is, hogy miért fordul elő olyan gyakran, hogy ha kidolgoznak egy fejlődési modellt, akkor az általában téves. Ugyanis csupán egyetlen univerzális trajektórián nem lehetséges kidolgozni átalakulási, azaz fejlődési törvényt." (Borisz J. Zolotov)
A LF modell grafikus megjelenítése és gyakorlati alkalmazása megismerhető és elsajátítható Lengyel Sándor magyar kibernetikus EOS Szemináriumain és más oktatási programjain. (A kibernetikáról bővebben: https://hu.wikipedia.org/wiki/Kibernetika)

## A LF modell részletesebb filozofikus leírása
"Ebben az együttműködési modellben valamennyi együttműködő személy rendelkezésére áll az a lehetőség, hogy olyan képességet dolgozzon ki, ami által megnöveli a tájékozódási szintet az élettérben és az információs térben, javítva a fogékonyság minőségét az új ismeretek bővítéséhez, a végletekig kiszélesítve az ismeretszerzési lehetőségeket. Ehhez az szükséges, hogy az egyik ember – leader (vezető) - mozgást végezzen, és a másik ember – follow (vezetett) – megismételje, vagyis utánozza azt.

## A LF modellben szereplő 4 fejlődési szakasz leírása
- Kezdetben (nulla szinten) a direkt kontaktus szintjén érik el a megértést. Ez az úgynevezett expert-operátor pár.
- Az első szakaszban a legalapvetőbb szinten tanulják egymás megértését. Ez azt jelenti, hogy bekapcsolódik a megérzés, vagy lélek. Ez automatikusan történik meg az illető személy sajátosságainak megfelelően, hogy ennek segítségével kitöltse a zavaró információhiányt.
- A második szakaszban, amikor a megértés szintje már lehetővé teszi a zökkenőmentes, közös mozgás végrehajtását, az expert már egyáltalán nem használja a érzékelés látással kapcsolatos csatornáját, csak a "megérzéseire" támaszkodik.
- Az az érintkezés nélküli, egyre távolibb együttműködés szakaszában (3. szakasz) a továbbiakban az expert, az operátor által adott mozgást végzi, azon információs jelekre támaszkodva, amiket az operátor testének mozgásából megérezve kap, de már csak a mágneses hatáshoz hasonló módon érzékeli azt.
Ezzel a tudat bekapcsolja azon képességét, mellyel dekódolja az energia-információs jeleket. Ezzel lehetővé válik az együttműködés további elmélyítése.
- A negyedik szakasz kezdetére kialakul a „szupravezetés” zónája.
A modellre kidolgozott gyakorlati munka mozgatóelve a bizalom: az EOS technológiát az emberi akarattal szemben nem lehet használni." (Borisz J. Zolotov)
A LF modell alapján tett felismerés lényege
A "Leader-Follow" összefüggés alapján kimondható, hogy az egyetemes fejlődés nem más, mint két-objektumos átadási folyamat, amely négy fő szakaszban, és hét lépésben zajlik le. Ezt egyszerűbben azt jelenti, hogy ha csak két objektumot vizsgálunk és csak egyetlen egy minőség átadását tételezzük fel, akkor ennek a minőségnek az átadása során, az elkezdésétől a befejezéséig, 4-szer történik rezsimváltozás és összesen 7 meghatározott lépcsőn keresztül halad át a folyamat a végkifejletig, Az eredménye az, hogy amit csak az egyik objektum tudott és képes volt rá, azt az átadás után már mindketten tudják.
A négy szakasz hasonló a természetben zajló minden átadási folyamatban. Ennek egyik jól ismert analógiája a négy évszak.

## Az objektum elnevezésről
Egy univerzális/egyetemes modellben, a benne szereplő alanyokat is egyetemes szerepük szerint nevezik el. Tehát nem számít, hogy személy szerint kicsoda, milyen fajhoz tartozik, hol él az univerzumban és mi a célja. Az átadási törvény rá is érvényes, ahogy mindenkire, ezért egy ilyen modellben csak A vagy B vagy C és így tovább objektumként szerepelhet.
A LF modellben az egyik a vezető és a másik a vezetett objektumként, avagy átadóként és befogadóként, egészen egyszerűen A és B objektumként szerepelnek az alanyok. (Objektum, azaz a kritériumoknak megfelelő bármely alanyra kiterjesztett a vizsgálat és a törvény hatálya, szemben a szubjektummal, amely például egy konkrét személyt jelölhet, akire leszűkül a vizsgálat avagy a megállapítás.)
E modell, azaz e törvény leírásához számszerűen elegendő két objektum, hiszen ebben az esetben már létrejöhet átadás.
Egyetlen objektumra azonban nem írható le átadási törvény.

## A fejlődés 4 fő szakasza a LF modell szerint
A négy univerzális szakasz a lezajlás sorrendjében a következő:
1. szakasz: energetikai, azaz diktatórikus rezsim
2. szakasz: energia-információs rezsim
3. szakasz: információ-energetikai rezsim
4. szakasz: informatikai rezsim
Ezek a szakaszok a két objektum viszonyának változásait írják le energia-információs változásokkal. A tanulás során az információátadásra helyeződik át a hangsúly, azaz a tanuló egyre önállóbbá válik, és a tanítónak egyre kevesebb energiát kell befektetnie az átadási folyamatba. Ezt is a tanuló veszi át tőle, azaz a folyamat vezetőjévé válik, és önállóan viszi tovább, a saját érdeklődésének és tudásának megfelelően.
A két univerzális objektumot az egymással együttműködő párt alkotó egyik, úgynevezett expert minőségű és szerepű objektum, és a másik, az úgynevezett operátor minőségű és szerepű objektum néven vezették be.
Ennek a modellnek a gyakorlati megvalósítása/alkalmazása: az Expert-Operator System. Alkotója Borisz Jevgenyjevics Zolotov (1947. november 20. – 2015. december 25.), orosz matematikus, kibernetikus, iskolateremtő. A Frontális Problémák Nemzetközi Akadémiájának (IAFP) alapítója.

## A LF modell felfedezésének jelentősége
A Világegyetemben mindenhol érvényes. Bármilyen témáról legyen szó, mindenhol belekerülünk a "Leader-Follow" összefüggésbe. Ennek az összefüggésnek a leírása az Univerzum fejlődési alaptörvényét, azaz a tanítás vagy átadás törvényét, vagy még másképpen a változtatás törvényét mutatja be.

## Gyakorlati alkalmazásai és oktatása
A dinamikus rendszerek mélyreható és komplex vizsgálata nyomán úgynevezett Fejlődési vagy más néven Teremtés Modellek alkothatók, melyekkel kidolgozható bármely életszerű kérdés megoldása vagy kimutatható annak irrealitása. Az egyik ilyen modellezési technológia neve EOS-PLAY VISION, amely Lengyel Sándor munkája. Lengyel az Expert-Operátor Rendszert a tanulmányi rendszerbe foglalta, azaz iskolázta, az oktatási metódust és a feladatokat kidolgozta. A feladatok egyre komplexebb fokozatait 5 kategóriára osztotta.
Az ezen a felvételen látható feladatmegoldás egy magas kategóriás gyakorlat fejlett változatának felel meg:
 Expert-operátori feladat: információolvasás csukott szemmel, Lengyel Sándor EOS Intézetében

## Az átadási törvény felismerője és a Leader-Follow matematikai állapotmodell alkotója
Jevgenyij Vasziljevics Zolotov (1922. május 30. – 1990. július 26.) szovjet-orosz akadémikus, matematikus, kibernetikus. Munkássága igen elismert, de mindvégig szigorúan titkos volt. Nem véletlen a névegyezés, mert ő Borisz Zolotv apja.
Fia, az ő szellemi tudásának örököse és továbbfejlesztője, tette teljesen szabaddá ezt az új megértést, és ezzel az fejlődési lehetőséget az emberiség számára. Ezzel nemcsak öröklött lehet, hanem átadhatóvá, azaz taníthatóvá vált a képesség.
Borisz Zolotov LFM előadásából részletek egy felvételen:
És az LFM előadás szövege: http://ariom.ru/litera/zolotov/Zolotov-10.htm